# Concejo Regional Brenner
{{ficha de entidad subnacional
|nombre = Concejo Regional Brenner
|unidad = Concejo Regional
|mapa = 
El Concejo Regional Brenner (en hebreo: מועצה אזורית ברנר) (Mo'atza Ezorit Brenner), es un Concejo Regional situado en el Distrito Central de Israel. Está ubicado en la planicie costera de Shephelah, en las cercanías de Rejovot y Yavne. El consejo fue nombrado así en memoria del escritor Yosef Haim Brenner, quien fuera asesinado durante los disturbios de Jaffa en 1921. El concejo fue creado en 1950, contando con una extensión de 36.000 dunams. En 2007, en las seis comunidades que hay en el concejo vivían aproximadamente 6000 habitantes.

## Asentamientos
| - Beit Elazari - Bna'ya - Gibton | - Givat Brenner - Kevutzat Shiller (Gan Shelomo) - Kidron |